# أفونديل وليامز
أفونديل وليامز (بالإنجليزية: Avondale Williams)‏ هو لاعب كرة قدم ومدرب كرة قدم بريطاني في مركز الهجوم، ولد في 10 أكتوبر 1977 في جزر العذراء البريطانية في المملكة المتحدة. شارك مع منتخب الجزر العذراء البريطانية لكرة القدم. أما مع النوادي، فقد لعب مع Islanders FC ‏.

## وصلات خارجية
- أفونديل وليامز على موقع قاعدة بيانات كرة القدم.إي يو (الإنجليزية)
- أفونديل وليامز على موقع ناشيونال فوتبول تيمز (الإنجليزية)